# کلماتیس معطر
کلماتیس معطر، کلماتیس اروپایی (نام علمی: Clematis flammula) نام یک گونه از سرده کلماتیس است.